# Ataxito
Ataxitos são uma classe de sideritos. São compostos principalmente por tenite, e contêm também plessite, troilite, e lâminas microscópicas de camacite. Não apresentam padrões de Widmanstätten visíveis. Os ataxitos são os meteoritos mais ricos em níquel que se conhecem, com teores deste metal geralmente superiores a 18%. O seu elevado teor de níquel é a razão pela qual não exibem padrões de Widmanstätten, pois neste caso a camacite é exsolvida da tenite a uma temperatura tão baixa (menos de 600 °C) que torna a difusão demasiado lenta.
São uma classe rara, e nenhuma das cerca de 50 quedas de meteoritos observadas corresponde a um ataxito. Contudo, o maior dos meteoritos conhecidos, o meteorito Hoba, pertence a esta classe. A maioria dos ataxitos pertence ao grupo químico IVB, no qual se incluem 13 meteoritos.